# Kaiserliches Aufsichtsamt für Privatversicherung

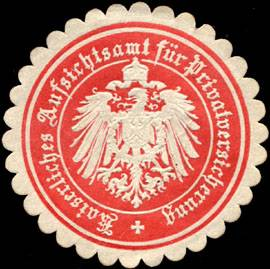
Siegelmarke Kaiserliches Aufsichtsamt für Privatversicherung

Das Kaiserliche Aufsichtsamt für Privatversicherung war von 1901 bis 1918 ein Reichsamt zur Versicherungsaufsicht im Deutschen Kaiserreich mit Sitz in Berlin.

## Geschichte
Die Bismarcksche Reichsverfassung regelte in Artikel 4 (1), dass das Reich die Gesetzgebungs- und Aufsichtskompetenz bezüglich des Versicherungswesens habe. Das Kaiserliche Aufsichtsamt für Privatversicherung wurde aufgrund des Reichsgesetzes über die privaten Versicherungsunternehmungen vom 12. Mai 1901 eingerichtet. Dieses Gesetz, das am 1. Januar 1902 in Kraft trat, regelte in Abschnitt V. „Beaufsichtigung der Versicherungsunternehmungen“ die Aufgaben und Befugnisse der Behörde und sah vor, dass das Kaiserliche Aufsichtsamt für Privatversicherung die Aufsichtsbehörde für alle privaten Versicherungsgesellschaften sein solle, die ihr Geschäft in mehr als einem Bundesstaat betrieben. Das Aufsichtsamt nahm am 1. Juli 1901 seine Tätigkeit auf und erarbeitete zunächst Aufsichtsgrundsätze. Dabei erfasste es initial alle der Aufsicht unterstehenden Versicherungsunternehmen.
Wesentliche Grundlage der Arbeit des Amtes war das Versicherungsaufsichtsgesetz vom 	1. Juli 1901.
Mit der Novemberrevolution endete das Kaiserreich 1918 und das Reichsaufsichtsamt für Privatversicherung wurde Nachfolger des Kaiserlichen Aufsichtsamtes für Privatversicherung.

## Organisation
An der Spitze des Aufsichtsamtes stand ein Präsident. Den Vorstand bildeten ständige und nichtständige Mitglieder. Präsident und ständige Mitglieder wurden auf Vorschlag des Bundesrats vom Kaiser ernannt, die nichtständigen Mitglieder vom Bundesrat gewählt. Zur Mitwirkung bei der Aufsicht bestand ein aus Sachverständigen des Versicherungswesens bestehender Beirat, dessen Mitglieder auf Vorschlag des Bundesrats vom Kaiser auf fünf Jahre ernannt wurden.

## Personen

### Präsidenten
- Erich von Woedtke (1901–1902)
- Ernst Gruner (1902–1914)
- Bernhard Jaup (1914–1918) (danach bis 1922 erster Präsident des Reichsaufsichtsamtes für Privatversicherung)

### Ständige Mitglieder
- Gustav Krug von Nidda
- Robert Hackelöer-Köbbinghoff
- Werner Küchenthal
- Ernst Bruck

### Direktoren
- Eugen von Liebig

### Versicherungsbeirat
- Hugo von Marck
- Robert Praefcke
- Friedrich Max Ludewig